# 音羽美奈
音羽 美奈（おとは みな、1998年10月10日 - ）は、日本のグラビアアイドル、コスプレイヤー、ピアニスト、タレント。旧芸名・愛称はみなぽち。

## 略歴・人物
コスプレ、グラドル、ピアノ、芸術の四刀流で、モットーは「女性の体はアート」「存在が芸術になりたい」。
コスプレとグラドルを始めたのは大学時代に友人の誘いで同人グラビアイベント「コスホリック」に売り子として参加したのがきっかけで、その翌月には自分で水着になっていた。
ピアノは3歳から習い始め、専門的な音楽教育を受けており、フェリス女学院大学音楽学部演奏学科を卒業し、ピアニストとしても活動している。
芸術全般に造詣が深く、大学卒業後は美大進学を目指して1年間美術予備校に通った。2022年に自身が制作した絵画作品で初の個展を開催し、以降毎年継続して個展を実施している。美術館巡りは週1、クラシックコンサートには月1で通う芸術女子。
活動当初はみなぽちとしてコスプレイヤーの活動を通じてSNSで注目を集め、2024年5月に1st DVD『shining body』をリリースし、本格的に芸能活動を開始。2025年1月の3rd DVD『ピアニッシモ』リリースの機会に音羽美奈に改名した。
2025年4月、『週刊プレイボーイ』18号（集英社）にて初めてのグラビアを披露した。
趣味の一環として乗馬も嗜んでおり、乗馬検定4級・5級を取得済みで、3級取得を目指している。
飼い猫はサイベリアン（ロシアの長毛種）で名前はシュシュ。
画家・彫刻家・現代美術家の奈良美智の作品を大好きと公言しており、自身の腕と腰に同作品のタトゥーを入れている。

## 出演

### 雑誌
- 実話BUNKA超タブー 2025年1月号（2024年12月2日発売、コアマガジン）
- 週刊プレイボーイ No.18（2025年4月21日発売、集英社）[19]
- FRIDAY（フライデー）2025年5月9･16･23日合併号（2025年4月25日発売、講談社）[20]
- FRIDAY（フライデー）2025年6月6日･13日合併号（2025年5月23日発売、講談社）[21][22]

### Web記事
- みなぽち、道産子マシュマロボディ（2024年5月21日、グラッチェ）[23]
- コスプレイヤー・みなぽち、黒いハイレグ下着姿で“M字開脚”…布面積の少ない大胆衣装でグラマラスな肢体あらわ（2024年7月6日、WEBザテレビジョン）[24]
- この可愛さとHカップはただ者ではない！ 才色兼備のコスプレイヤー「みなぽち」がグラビアデビュー（2024年7月17日、ASCII.jp）[25]
- 南国でスタイル最強の美女に遭遇！ 話題の「みなぽち」が早くも2nd DVDリリース（2024年10月6日、ASCII.jp）[26]
- コスプレ＆ピアノ＆絵画＆グラドル四刀流！みなぽちゼブラ柄衣装で大胆新作の魅力語る「王道な感じです」（2024年10月9日、よろず～ニュース）[27]
- グラドルとピアニストの活動を両立！　バスト98cmの迫力ボディ・音羽美奈がチェリービキニで魅せる！（2025年2月23日、週プレNEWS）[28]
- 「白衣とストッキングがフェチに刺さります」音羽美奈（みなぽち）の3rd DVDは、メガネをかけた女医役！（2025年3月15日、週刊アスキー）[29]
- フェリス女学院大学卒で自作アートの個展も開催する、マルチプレイヤーの音羽美奈「私の人生は大学時代から始まったと思っているので、むしろこれからが本番」（2025年4月21日、週プレNEWS）[30]
- 【動画】音羽美奈（みなぽち）デジタル写真集『まみれる。』発売記念PVを配信中！（2025年4月25日、週プレNEWS）[31]
- 「言葉がないほどの女神」音羽美奈(みなぽち)、見事な美ラインに大反響！絶品美ボディでファンを魅了（2025年5月16日、デイリーニュースオンライン）[32]
- 「『いつもと違う雰囲気だ』とファンから好評。音羽美奈（みなぽち）が早くも4th DVDリリース！」（2025年6月4日、ASCII.jp）[33]
- グラドル&ピアニスト音羽美奈が4thDVDに意気込み「脱いだらすごいセクシーなんです」（2025年6月5日、日刊ゲンダイDIGITAL）[34]
- 音羽美奈（みなぽち）のグラビア設定を視聴者が決める！【推し撮生会議】7/24（木）21:00～　MC：岸明日香（2025年6月30日、日刊SPA!）[35]

## 作品

### DVD
- Shining body（スパイスビジュアル、2024年5月29日発売）[36]
- 君とぽちの夏（スパイスビジュアル、2024年8月28日発売）[37]
- ピアニッシモ（竹書房、2025年1月24日発売）[38]
- みなぽち（エスデジタル、2025年4月25日発売）[39]

## 写真集・フォトブック

### デジタル写真集
- 甘えていいよ？（wunder_publishing_house、2024年12月30日配信、Amazon Kindle限定）[40] ※成人指定
- まみれる。（集英社〈週プレ PHOTO BOOK〉、2025年4月21日配信）[41]
- 音羽美奈 amabile vol.1（講談社〈FRIDAYデジタル写真集〉、2025年4月25日配信）[42]
- 音羽美奈 amabile vol.2 100ページ超豪華版（講談社〈FRIDAYデジタル写真集〉、2025年4月25日配信）[43]

## Web配信

### YouTube
- 君とぽちの夏 みなぽち　インタビュー（2024年10月9日公開、Ha hoo）[44]
- J.S.バッハ 主よ、人の望みの喜びよ / 音羽美奈(みなぽち)（2025年1月29日公開、公式チャンネル）[45]
- 音羽美奈DVD「みなぽち」撮影時のお土産スペシャル動画（2025年3月31日公開、エスデジタル）[46]
- アラベスク第1番｜Debussy Arabesque No.1（Short ver.）（2025年4月1日公開、公式チャンネル）[47]
- ピアニッシモ 音羽美奈　インタビュー（2025年4月30日公開、Ha hoo）[48]
- #音羽美奈（みなぽち） フェリス女学院大学卒のコスプレイヤー兼ピアニスト（2025年5月2日公開、週プレChannel）[49]
- コスホリック41公式／グラビア×ピアノ×アート！音羽美奈（みなぽち）密着（2025年5月14日公開、コスホリック公式チャンネル）[50]